# 島村寧
島村 寧（しまむら やすし、1935年1月29日 - 1997年5月28日）は、日本の経営者。センコー社長を務めた。東京都出身。

## 経歴
1963年に明治大学経営学部を卒業し、同年に扇興運輸(現在のセンコー)に入社。
1982年6月に取締役に就任し、1983年6月に常務を経て、1990年6月に社長に就任。
1997年5月28日肝不全のために死去。62歳没。